# Atalaia (Gavião)
Atalaia is een plaats (freguesia) in de Portugese gemeente Gavião en telt 165 inwoners (2001).